# Jintel
Jintel is een bestuurslaag in het regentschap Nganjuk van de provincie Oost-Java, Indonesië. Jintel telt 2330 inwoners (volkstelling 2010).